# Концерн
Концернът (на немски: Konzern) е германски тип финансово-промишлена група компании.
Този вид обединение е разпространено в немскоговорещите страни в Европа и държавите от Прибалтика. Особеното при концерна е, че съставляващите го предприятия запазват своята юридическа и стопанска самостоятелност, но съществува финансова зависимост между участниците.
Концернът се създава не само, за да се обедини икономическия потенциал на участниците, но и за да се създаде единна пазарна стратегия. Като основно предимство на концерна е концентрацията на финансови и производствени ресурси.
Терминът концерн е заимстван от немски език. Тази икономическа структура е неразривно свързана с развитието на германската икономика и с особеностите на немското законодателство.
Първият концерн в света е създаден от Козимо Медичи във Флоренция. Негови компании образуват първия истински търговски конгломерат в края на 13 и началото на 14 век, като открива представителства в Исландия и Африка, изпраща сътрудници и товари по Пътя на коприната, притежава банки и търговски домове.
Самото понятие концерн възниква няколко столетия по-късно. На този принцип са организирани първоначално борсите, а впоследствие – банките и частните предприятия.
Различават се вертикален, хоризонтален и смесен концерн (наричан още и конгломерат).
Под вертикален концерн се имат предвид обединения на компании, обхващащи целия цикъл на производство — от покупка на материалите до пласиране на пазара на определен вид продукция. Типичен пример за вертикален концерн е „Мустерман“, който се занимава с издателска дейност.
Хоризонталният концерн обикновено обединява фирми с еднакъв предмет на дейност-като например обединения на дружества от пивоварния бранш.